# Ebbarp
Ebbarp är en by som ligger i Habo socken i Habo kommun, väster om Länsväg 195 vid Bankeryd. Från 2015 till 2018 avgränsade SCB här en småort. Från 2018 har den växt samman med och räknas som en del av tätorten Bankeryd.
Byn består av den samlade bebyggelsen i Ebbarpsby, Eket, Österlid, Ekbacken och Solberga. I byn finns fyra aktiva jordbruk samt ett flertal hästgårdar. 
Byn gränsar i öster med Domneån mot Småland. Genom delar av Ebbarp går Bankerydsleden som börjar/slutar vid Bankeryds kyrka /Hembygdsgården.
Byn utgörs av ca 90 fastigheter med totalt ca 120 permenent boende och ett antal sommarstugor. Ca 50 barn i årldern 0-12 år bor i byn (2016). Skolskjuts till Habo.